# Carlos Lavín
Carlos Lavín (* 10. August 1883 in Santiago de Chile; † 27. August 1962 in Barcelona) war ein chilenischer Komponist und Musikwissenschaftler.
Lavín studierte in Santiago Geisteswissenschaften und autodidaktisch Musik. Ab 1907 begann er, anknüpfend an die Arbeiten des Padre Félix de Augusta, mit Forschungsarbeiten zur araukanischen Folklore. Die Ergebnisse seiner Forschungen veröffentlichte er zwischen 1910 und 1917. Ab 1922 hielt er sich zwanzig Jahre lang in Europa auf. Hier studierte er Ethnographie und Folklore bei Marcel Mauss an der Sorbonne und bei  Erich Moritz von Hornbostel in Berlin. Ab 1934 lebte er in Madrid.
1942 kehrte Lavín nach Santiago zurück, wo er in das Instituto de Investigaciones del Folklore Musical eintrat. Hier baute er zwischen 1945 und 1948 das Archivo Folklórico auf. 1947 gründete er an der Universidad de Chile das Instituto de Investigaciones Musicales.

## Werke
- Quiray, Ballettsuite
- Otoñales, Ballettsuite
- Fiesta Araucana
- Lamentaciones Huilliches für Sopran und Orchester
- Cantos de la Mahuida (Cantos de la Selva) für Sopran, Klarinette und Klavier
- Cadencias Tehuelches für Violine solo oder Violine und Klavier
- Dos Versículos budistas für Viola und Klavier (1936)
- Albada y Cantar für Streichsextett
- Tres Preludios für zwei Violinen
- Álbum Oriental für Violine solo
- für Klavier:
  - Reverie
  - Allegro y Balada
  - Impresiones del Bosque
  - El Lago Sagrado
  - La Isla de los Muertos
  - En el mar
  - Las horas
  - Tríptico
  - Suite Andina
  - Mitos Araucanos
  - Las Misiones
  - Estampas Pueblerinas
  - Noches de la Bonanova
  - La Procesión Flotante

## Schriften
- Músicos Ultramodernos de Francia (in: „Pacífico Magazine“. Santiago, 1915)
- Los rumoristas italianos en Chile (in: „Pacífico Magazine“. Santiago, 1922)
- El Expresionismo Musical en Alemania (in: „Juventud“. Santiago, 1922)
- La Música en América Latina (in: "Le Guide du Concert"". París, 1925)
- La Música de los Araucanos (in: „La Revue Musicale“, París, 1925)
- El cromatismo en la música indígena suramericana (in: „Gaceta Musical“, París, 1928)
- La Música en América (in: „Gaceta Musical“, París, 1928–29)
- La Música en Europa (in: „Revista Música“, Barcelona, 1938)
- La Música en los arios 1936 a 1939 (Suplemento de la Enciclopedia Espasa. Barcelona, 1936–39)
- Historia del Jazz (Suplemento de la Enciclopedia Espasa. Barcelona, 1936–39)
- Crónica universal de la música (Suplemento de la Enciclopedia Espasa. Barcelona, 1940)
- La instrumentación de nuestra música nativa (in: „Radiomanía“, Santiago, 1944)
- Editores y compositores del siglo XIX (in: „Vida Musical. Santiago“, 1945)
- Andacollo, rito del norte de Chile (in „Revista Antártica“, Santiago, 1945)
- El arte musical chileno y sus reservas (Santiago, 1946)
- Tres tipos de zamacueca und Tradiciones de la música típica chilena (in:„Chile“, Universidad de Chile. Santiago, 1947)
- Chile, tierra y destino (Santiago, 1947)
- La Chimba (Santiago, 1947)
- Danzas Rituales de la Candelaria (in: „Revista Musical Chilena“, 1949)
- Nuestra Señora de las Peñas (Instituto de Investigaciones Musicales, Santiago, 1949)
- El Santuario de La Tirana (Instituto de Investigaciones Musicales, Santiago, 1950)
- Jornadas de Folklore Chileno (Santiago, 1950)

| Personendaten    | Personendaten                                   |
| ---------------- | ----------------------------------------------- |
| NAME             | Lavín, Carlos                                   |
| KURZBESCHREIBUNG | chilenischer Komponist und Musikwissenschaftler |
| GEBURTSDATUM     | 10. August 1883                                 |
| GEBURTSORT       | Santiago de Chile                               |
| STERBEDATUM      | 27. August 1962                                 |
| STERBEORT        | Barcelona                                       |